# Alexander A. Prashnowsky
Alexander A. Prashnowsky (* 4. Juli 1921 in Mukden, Mandschurei; † 21. Mai 2015 auf der Insel Zypern) war ein  Geologe und Geochemiker.

## Leben
Alexander A. Prashnowsky schloss sich als Anfang 20-Jähriger der antikommunistischen Russischen Befreiungsarmee (Wlassow-Armee) an und gelangte so im Verlauf des Zweiten Weltkriegs auf Umwegen nach Deutschland.
Nach Kriegsende waren die ehemaligen Angehörigen der Wlassow-Armee gemäß der auf der Konferenz von Jalta im Februar 1945 getroffenen Übereinkunft von den Vereinigten Staaten an die Sowjetunion zu übergeben. Die zu erwartende Bestrafung war im Mai 1945 dabei für die Betroffenen selbst noch nicht abzusehen. Es drohte die Hinrichtung, die Deportation in Zwangsarbeitslager des Gulag oder als Mindeststrafe zumindest eine mehrjährige Verbannung. Vor all dem bewahrte ihn letztendlich seine persönliche Bekanntschaft mit Hans Cloos, der ihn nach Kriegsende im Geologischen Institut der Universität Bonn versteckte und Schutz vor Auslieferung gewährte.
Prashnowsky studierte dank der Protektion von Hans Cloos an der Universität Bonn Geologie und wurde 1955 bei Wilhelm Bierther mit seiner Dissertation Sedimentpetrographische und geochemische Untersuchungen von Sedimenten des südlichen Rheinischen Schiefergebirges promoviert.
Im Mittelpunkt seiner Forschungstätigkeit der nächsten Jahre standen biochemische und elektronenmikroskopische Untersuchungen an präkambrischen Gesteinen der alten Schilde, die er mit Unterstützung von Industrieprojekten und zum Teil aber auch gemeinsam mit seiner Ehefrau Helena Prashnowsky-Dobrowolsky durchführte. Des Weiteren konnte er als erster Forscher Aminosäuren in vulkanogenen Kaolin-Kohlentonsteinen des Oberkarbons nachweisen.
Vor dem Hintergrund seiner ausgesprochenen Affinität zur organischen Geochemie wechselte  Prashnowsky an die Universität Würzburg, habilitierte sich bei Georg Knetsch, und leitete hier anschließend die Abteilung Organische Geochemie bis zu seinem Eintritt in den Ruhestand am 1. Oktober 1986.
Anlässlich des 80. und 100. Geburtstages von Alfred Treibs, des Begründers der organischen Geochemie, organisierte Alexander A. Prashnowsky zwei große internationale Symposien und gab hierzu 1980 und 2002 jeweils einen umfangreichen Symposiumsband mit Beiträgen bedeutender Chemiker und Geochemiker heraus.
In Verbundenheit zu Hans Cloos, der von 1938 bis 1951 Chefredakteur der Geologischen Vereinigung war, verfasste er als jahrzehntelanges Mitglied dieser Gesellschaft über viele Jahre ehrenamtlich die russischen Übersetzungen der Kurzfassungen aller Beiträge für die Geologische Rundschau und förderte damit die Verbreitung der Zeitschrift in den Ländern der UdSSR und des damaligen Ostblocks.
Alexander A. Prashnowsky verstarb bei Forschungsarbeiten auf der Insel Zypern und wurde später im August 2015 auf dem Alten Friedhof Bonn bestattet.

## Schriften (Auswahl)
- Sedimentpetrographische und geochemische Untersuchungen von Sedimenten des südlichen Rheinischen Schiefergebirges. Dissertation, Bonn 1955
- mit Frida Oberlies und Kurt Burger: Elektronenmikroskopischer Nachweis fossiler Mikroorganismen in Gesteinen des Ruhrkarbons. In: Glückauf-Forschungshefte, 44, 1983, S. 49–56